# 이광려
이광려(李匡呂, 1720년 ~ 1783년)는 조선 영조 때의 학자이다. 자는 성재(聖載), 호는 월암(月巖) 혹은 칠탄(七灘), 본관은 전주다.

## 생애
효민공 석문(石門) 이경직(李景稷)의 현손이며 황해감사 서간(西澗) 이진수(李眞洙)의 차남이다. 이광려의 집안은 소론계(少論系)의 명문으로서 다수의 학자문인을 배출해낸 명문가였다.
육진팔광의 한사람으로, 학문과 문장에 뛰어났다. 어려서 이광사에게 수학하였고 1741년(영조 17) 식년 진사시에서 장원을 차지하였다. 두 번이나 내려진 능참봉직을 마다 하고 관로(官路)를 스스로 떠나 학문에만 몰두했다.
공은 인품도 훌륭하였고 해박한 지식을 겸비한 인물이었기에 양명학자 신대우를 비롯해 따르는 제자가 많았고 그들로부터 존경을 받았다. 시문이 한 편 나올 때마다 당시 사대부들이 보배롭게 여기고 외워 전달할 만큼 명성이 높았다. 그의 문장에 대해서 영조때 대제학과 육조판서를 역임한 극원(屐園) 이만수(李晩秀)는 자신의 문집 극원유고(屐園遺稿)에서 “국조 300년의 문교를 받아 리광려선생을 낳았다.”고 하며 높이 평가하였다.
정조 때 규장각 검서관(도서관리)으로 《청장관전서(靑莊館全書)》를 남긴 이덕무는 “그 이름이 온 나라에 가득 찼으며, 시는 당세의 제 일인자”라 칭송하기도 하였다. 당시에 '문장은 박지원이며, 시는 이광려'라 하였다. 그의 시는 조선의 기상을 담았다고 하였다.
또한 공은 일본과 활발한 교류를 하던 당시의 시대 흐름 속에서 일찍부터 책을 통하여 고구마 재배에 열성이었다고 《군방보(群芳譜)》에 기록되어 있다. 통신사 조엄이 쓰시마섬에서 가지고 온 고구마를 당시 동래 부사로 있던 강필리에게 자극을 주어, 고구마 재배에 성공하게 한 것이다.
영조 31(1755)년 그의 집안이 을해옥사(乙亥獄事)에 연좌된 후 평생을 포의의 신분으로 학문과 시문창작에 몰두하다 정조 7(1783)년 한성 서문(西門) 평동(平洞) 집에서 세상을 떠났다.
그의 사후에 대제학 이만수(李晩秀), 양명학자 호조참판 신대우(申大羽), 대제학 서영보(徐榮輔), 양명학자 족질(族姪, 조카뻘 항렬) 이충익(李忠翊) 등이 유문(遺文)을 수습하여 순조 5(1805)년 4권 2책으로 《리참봉집(李參奉集)》을 간행하였다. 묘소는 양주 서산에 있다.

## 주요 저서
- 《리참봉집(李參奉集)》 4권 2책...연세대학교 도서관도서. 상세내용은 한국고전종합 데이터베이스를 참조하여 활용.[1]
- 《군방보(群芳譜)》...고구마의 재배와 보급을 주장.(동래(東萊, 부산)에서 고구마 종자를 얻어 한성에 보급).
- 《월암유고(月巖遺稿)》

## 가계
- 조부 : 반곡(盤谷) 이덕성(李德成)...강원, 충청감사
  - 아버지 : 서간(西澗) 이진수(李眞洙)...황해감사
  - 어머니 : 광산김씨 김진태(金鎭泰)의 딸
    - 형 : 이광윤(李匡尹, 出子)...선략장군(宣略將軍), 행 세자익위사 시직(行 世子翊衛司 侍直)
    - 부인 : 양주인 조경빈(趙景彬)의 딸
      - 장남 : 이치형(李稺亨)
      - 자부 : 파평인 윤상언(尹尙彦)의 딸
        - 손자 : 이면충(李勉冲)

## 같이 보기
- 유적
  - 조석견과 완성군 이귀정 묘역
- 인물
- 강화학파 육대계승 (덕천군파)
  - 육진팔광